# Kim Heung-soo
Kim Heung-soo (* 4. Oktober 1980 in Nagano, Japan) ist ein ehemaliger südkoreanischer Skispringer. Seit 2007 ist er Cheftrainer der südkoreanischen Skispringer.

## Werdegang
Kim nahm an den Olympischen Winterspielen 1998 in Nagano teil. Er wurde 61. von der Normalschanze und 62. von der Großschanze. Im nächsten Jahr belegte er beim Sommer-Grand-Prix in Hakuba mit Choi Yong-jik, Kim Hyun-ki und Choi Heung-chul den elften Platz. Nachdem er bis 2002 noch erfolglos im Skisprung-Continental-Cup gesprungen war und Anfang 2003 in Tarvisio bei zwei FIS-Springen die Plätze 36 und 35 belegt hatte, beendete er seine Karriere.
Seit 2007 trainiert er die südkoreanische Skisprung-Nationalmannschaft. Die Mannschaft besteht derzeit aus Choi Heung-chul, Choi Yong-jik (heute Choi Seou), Kang Chil-gu, Kim Hyun-ki und Park Je-un.